# Sherlock Holmes (Filmreihe, 1917)
Sherlock Holmes ist eine in Deutschland produzierte mindestens 14-teilige Filmreihe aus den Jahren 1917 bis 1919.
Die Rolle des Sherlock Holmes übernahm Hugo Flink in zwei bis vier Filmen, gefolgt von Ferdinand Bonn in acht bis elf Filmen. In bis zu drei Filmen übernahm Kurt Brenkendorf. Regie bei allen führte Carl Heinz Wolff. Produziert wurden diese Filme von dessen Firma Kowo.
| Jahr | Serien Nummer   | Titel                           | Holmes-Darsteller                   | Regisseur        | Nr. der Zensurkarte Polizei Berlin |
| ---- | --------------- | ------------------------------- | ----------------------------------- | ---------------- | ---------------------------------- |
| 1917 | I               | Der Erdstrommotor               | Hugo Flink                          | Carl Heinz Wolff | 40838                              |
| 1917 | II              | Die Kassette                    | Hugo Flink                          | Carl Heinz Wolff | 41070                              |
| 1918 | III             | Der Schlangenring               | Ferdinand Bonn [Nach D: Hugo Flink] | Carl Heinz Wolff | 41489                              |
| 1918 | IV              | X Y Z                           | unbekannt                           | Carl Heinz Wolff | 41736                              |
| 1918 | V               | Brockhaus, Band dreizehn        | Ferdinand Bonn                      | Carl Heinz Wolff | 41953                              |
| 1918 | VI              | Was er im Spiegel sah           | Ferdinand Bonn                      | Carl Heinz Wolff | 42181                              |
| 1918 | VIII, III (VII) | Das Schicksal der Renate Jongk  | Ferdinand Bonn                      | Carl Heinz Wolff | 42226                              |
| 1918 | VII, II (VIII)  | Die Giftplombe                  | Ferdinand Bonn                      | Carl Heinz Wolff | 42384                              |
| 1919 | IX              | Die Dose des Kardinals          | Ferdinand Bonn                      | Carl Heinz Wolff | 42694                              |
| 1919 | X               | An den Ersten Staatsanwalt      | Ferdinand Bonn                      | Carl Heinz Wolff | 42769                              |
| 1919 | (XI)            | John Barrens und seine Geliebte | Kurt Brenkendorf                    | Carl Heinz Wolff | 43177                              |
| 1919 | (XII)           | Die rätselhafte Sphinx          | unbekannt                           | Carl Heinz Wolff | 43256                              |
| 1919 | XI (XIII)       | Echte Perlen                    | Ferdinand Bonn                      | Carl Heinz Wolff | 43316                              |
| 1919 | (XIV)           | Der Mord im Splendid-Hotel      | unbekannt                           | Carl Heinz Wolff | 43589                              |